# Lepisiota modesta
Lepisiota modesta är en myrart som först beskrevs av Auguste-Henri Forel 1894.  Lepisiota modesta ingår i släktet Lepisiota och familjen myror. Inga underarter finns listade i Catalogue of Life.